# El Vilar d’Urtx
El Vilar d’Urtx, również: El Vilar – miejscowość w Hiszpanii, w Katalonii, w prowincji Girona, w comarce Baixa Cerdanya, w gminie Fontanals de Cerdanya.
Według danych INE w 2020 roku liczyła 97 mieszkańców – 44 mężczyzn i 53 kobiety. 